# 내셔널 트레져: 비밀의 책
《내셔널 트레져: 비밀의 책》(National Treasure: Book of Secrets)은 2007년 개봉한 미국의 영화이다. 2004년 개봉한 '‘내셔널 트레져’의 속편으로 니컬러스 케이지가 주연한 작품이다. 케이지는 이 작품으로 제28회 골든 라즈베리상 최소 남우주연상에 지명되었다.
케이지와 에드 해리스는 ‘더 록’에서 연기를 펼친 이후 두 번째가 된다. 또한 다이앤 크루거도 해리스와 ‘카핑 베토벤’에 함께 출연한 후 두 번째 공동 작품을 하였다.

## 줄거리
1865년 남북전쟁이 끝난 후, 토마스 게이츠와 그의 아들 찰스 캐롤 게이츠에게 존 윌크스 부스와 마이클 오래플린이 접근한다. 둘 다 ‘골든 서클 기사단’(KGC)이었다. 그들은 유능한 퍼즐 해결자 토마스에게 부스의 일기장에 쓰여진 플레이페어 암호를 풀어달라고 요청한다. 부스는 링컨 대통령 암살을 위해 떠나고 오래플린은 남아서 문제가 풀리기를 기다린다. 토마스가 그 메시지가 전설 속의 황금도시 시볼라의 지도임을 알아냈을 즈음, 거리는 대통령의 암살로 아수라장이 된다. 토마스는 부스와 오래플린이 남부의 왕당파임을 깨닫고, 일기에서 페이지를 뜯어내서 오래플린이 그를 쏘기 전에 불 속으로 던져넣는다. 오래플린은 도주하기 전에 불에 탄 일부만 건져낼 수 있었다. 토마스는 찰스에게 “모든 사람이 갚아야 할 빚”(the debt that all men pay)이라는 한마디만 남기고 숨을 거둔다.
영화는 140년 후로 배경이 옮겨진다. 토마스 게이츠의 증손자인 벤저민 게이츠가 민간 영웅 학회에서 토마스의 이야기를 하고 있다. 그와 그의 아버지 패트릭 게이츠는 일기장 조작을 손에 넣게 된 블랙마켓 딜러인 미치 윌킨슨에게 질문을 받는다. 그 조각에는 토마스와 부스가 링컨 암살과 연계되어 있는 것처럼 보이는 내용이 있었다. 벤은 토마스의 유산을 복원하기 위해 페이지의 퍼즐을 풀것을 결심한다.
FBI의 특수요원 사도스키는 미치와 같은 블랙 마켓 딜러가 희귀한 남북전쟁 유물을 가지고 등장한데 의구심을 품는다. 벤의 기술 원조 친구인 릴리 풀은 정부의 음모 이론에 대한 책을 발간한 뒤 그의 페라리가 견인되었음을 알아내고, 이후 친구 벤을 만나게 된다.
벤과 릴리는 일기 조각 속의 그 암호가 라불레이 레이디를 말하는 것임을 해독해 내게 된다. 그것은 파리 시뉴섬에 있는 자유의 여신상에 조각된 글자임을 알게 된다. 그 부조 글씨는 결단의 책삭으로 하나는 버킹검 궁전 영국 국왕의 집무실에, 다른 하나는 백악관의 집무실(오벌 오피스)에 있음을 추측해 낸다. 벤은 미치가 그의 아버지의 폰을 복제하여 메시지를 가로채어 그를 미행하는 것을 알지 못했다. 런던에서, 벤은 벤의 전 여자 친구 애비게일 체이스의 도움을 받아서 여왕의 집무실로 침투하여 퍼즐이 적힌 나무 조각을 습득하는데 성공한다. 추적자에게 쫓기며 간신히 교통 감시 카메라로 사진을 찍어서 그의 친구에게 해킹을 통해 사진을 습득하게 한다. 토마스는 어머니의 도움으로 그 나무 조각이 황금도시 시볼라를 가리키는 조각임을 알게 된다.

## 캐스팅
- 니콜라스 케이지 - 벤 게이츠 (Ben Gates)
- 저스틴 바사 - 릴리 풀 (Riley Poole)
- 다이앤 크루거 - 에비게일 체이스 (Abigail Chase)
- 존 보이트 - 패트릭 헨리 게이츠 (Patrick Henry Gates)
- 하비 카이텔 - 사두스키 (Sadusky)
- 얼리샤 코폴라 - 스펠먼 (Spellman)
- 에드 해리스 - 미치 윌킨슨 (Mitch Wilkinson)
- 헬렌 미렌 - 에밀리 에플턴 (Emily Appleton)
- 조엘 그레치 - 토마스 게이츠 (Thomas Gates)
- 빌리 엉거 - 찰스 캐롤 게이츠 (Charles Carroll Gates)
- 타이 버렐 - 코너 (Connor)

## 같이 보기
- 에이브러햄 링컨 암살 사건